# Karl-Heinz Müller (Politiker, 1936)
Karl-Heinz Müller (* 11. Februar 1936 in Thüngen; † 8. August 2021 in Aystetten) war ein deutscher Politiker (SPD) und von 1974 bis 1994 Abgeordneter im Bayerischen Landtag.

## Leben
Müller besuchte die Volksschule in seinem Heimatort und danach die Oberrealschule in Schweinfurt, wo er die Abiturprüfung ablegte. Er studierte Rechts- und Staatswissenschaften in Würzburg und Berlin. Nach dem Ersten juristischen Staatsexamen 1960 in Würzburg war er während der Referendarzeit bei Rechtsanwälten in Würzburg und Berlin tätig, ehe er 1964 sein Zweites juristisches Staatsexamen erreichte. 1965 trat Müller in den Staatsdienst ein, zunächst bei der Regierung von Schwaben, dann beim Verwaltungsgericht Augsburg. Ein Jahr später wurde er an das Landratsamt Augsburg als juristischer Staatsbeamter versetzt. Er war Arbeitsgemeinschaftsleiter für Rechtsreferendare bei der Regierung von Schwaben und ab 1975 Rechtsanwalt.
1972 wurde Müller Gemeinderat in Aystetten, 1978 wurde er Mitglied des Kreistags des Landkreises Augsburg, wo er auch Fraktionsvorsitzender war. Von 1974 bis 1994 saß er im Bayerischen Landtag.

## Ehrungen
- 1994: Bundesverdienstkreuz 1. Klasse
- Bayerischer Verdienstorden
- 2011: Ehrenbürger von Aystetten[2]